# Harold Acton

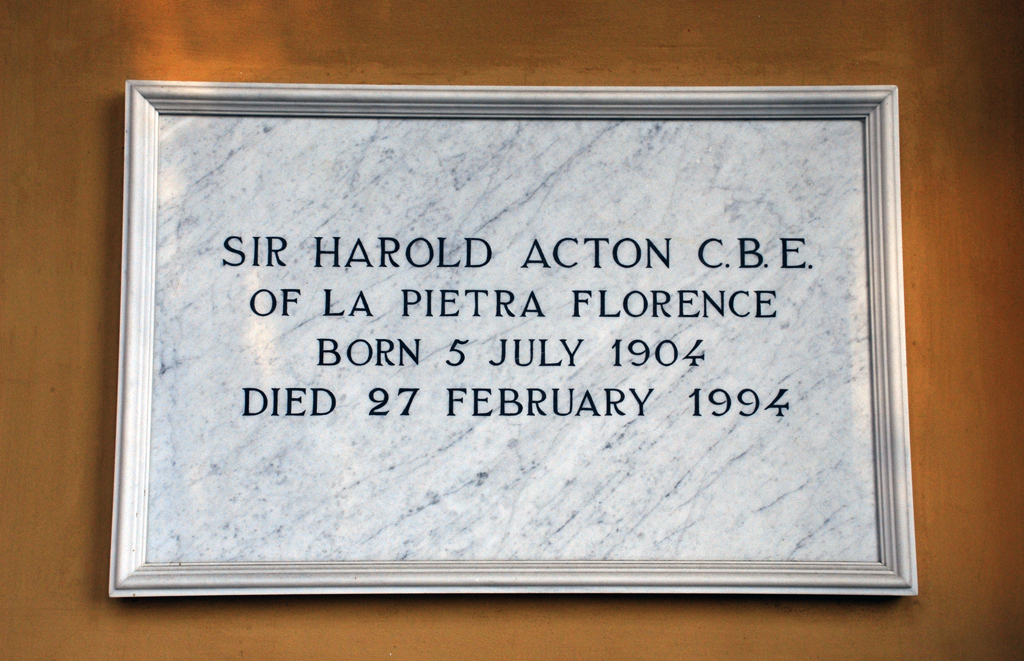
Lapide di Harold Acton

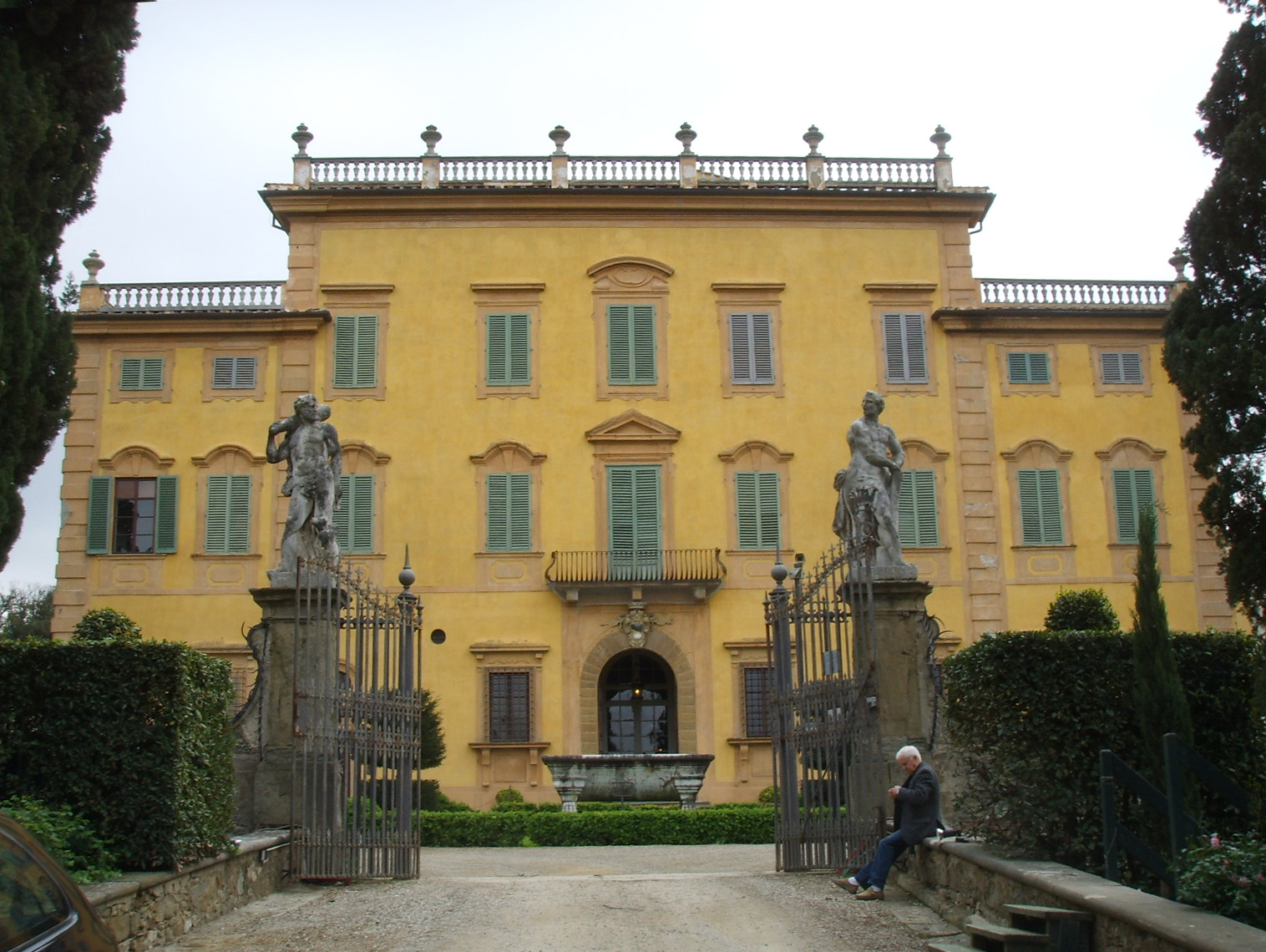
Villa La Pietra

Harold Mario Acton (Firenze, 5 luglio 1904 – Firenze, 27 febbraio 1994) è stato uno scrittore, storico e collezionista d'arte britannico.

## Biografia
Nacque in una famiglia anglo-italiana, figlio del collezionista Arthur Acton e dell'ereditiera statunitense Hortense Mitchell, originaria di Chicago. La coppia acquistò la grande villa La Pietra nei dintorni di Firenze, che poi passò a Harold. Dopo aver studiato all'Eton College e a Oxford, si stabilì nel 1932 a Pechino, dove visse diversi anni, divenendo uno dei principali collezionisti e studiosi dell'arte cinese prima della guerra.
Tradusse diverse raccolte di poesie e racconti dal cinese all'inglese, per poi tornare, allo scoppio della seconda guerra mondiale, in Inghilterra, dove si arruolò nella RAF.
Dopo la guerra si stabilì in Toscana, dove visse gran parte della sua vita. Ebbe come base villa La Pietra, che rese un centro di ritrovo della comunità anglo-americana fiorentina e toscana, passaggio obbligato per la società intellettuale, mondana e cosmopolita dell'epoca, come era stata villa I Tatti con Bernard Berenson. 
Alla sua morte decise di destinare le sue proprietà a Firenze, compresa La Pietra e alcune ville satellite, all'Università di New York, che oggi vi tiene un campus. È sepolto al Cimitero degli Allori.

## Nella cultura di massa
- Ad Acton si ispirò Evelyn Waugh per il personaggio dandy e decadente di Anthony Blanche in Ritorno a Brideshead.

## Opere
- Aquarium, London, Duckworth, 1923
- An Indian Ass, London, Duckworth, 1925.
- Five Saints and an Appendix, London, Holden, 1927.
- Cornelian, London, The Westminster Press, 1928.
- Humdrum, London, The Westminster Press, 1928.
- The Last of the Medici, Firenze, G. Orioli, 1930.
- This Chaos, Paris, Hours Press, 1930.
- Gli ultimi Medici (The Last Medici, 1932), traduzione di Adriana Castelnuovo Tedesco, Collana Saggi n.305, Torino, Einaudi, 1962. - Collana Gli struzzi, Einaudi, 1987-1997, ISBN 978-88-065-9870-9.
- Modern Chinese Poetry, con Ch'en Shih-Hsiang, Duckworth, 1936.
- Famous Chinese Plays, con L.C. Arlington, Peiping, Henri Vetch, 1937.
- Glue and Lacquer: Four Cautionary Tales, con Lee Yi-Hsieh, London, The Golden Cockerel Press, 1941.
- Pony e peonie (Peonies and Ponies, 1941), trad. di Anna Nadotti, Milano, Frassinelli, 1992, ISBN 978-88-768-4219-1.
- Memorie d'un esteta (Memoirs of an Aesthete, 1948), Collana Saggi, Milano, Garzanti, 1965.
- Il principe Isidoro (Prince Isidore, 1950), trad. di Maria e Rodolfo Celletti, Garzanti, Milano, 1951; trad. di C. Castanò, Abramo, 1991, ISBN 978-88-832-4043-0.
- I Borboni di Napoli (1734-1825) (The Bourbons of Naples (1734-1825), 1956), Milano, Aldo Martello Editore, 1960-1968; Firenze, Giunti Martello, 1974.
- Ferdinando Galiani, Roma, Edizioni di Storia e di Letteratura, 1960.
- Florence, con Martin Huerlimann, London, Thames & Hudson, 1960.
- Gli ultimi Borboni di Napoli (1825-1862) (The Last Bourbons of Naples (1825-1861), 1961), trad. O. Ceretti Borsini, Firenze, Giunti Martello, 1962-1968-1973. - cofanetto I Borboni di Napoli, Collana Saggi, Giunti, Firenze, 1997-1999.
- Old Lamps for New, London, Methuen, 1965.
- More Memoirs of an Aesthete, London, Methuen, 1970.
- Tit for Tat, London, Hamish Hamilton, 1972.
- Ville Toscane (Tuscan Villas, 1973), Fotografie di Alexander Zielcke, Becocci, 1973; Milano, Mondadori, 1984, ISBN 978-88-042-5650-2.
- Nancy Mitford: a Memoir, London, Hamish Hamilton, 1975.
- The Peach Blossom Fan, con Ch'en Shih-Hsiang, Berkeley, University of California Press, 1976.
- (EN) The Pazzi Conspiracy: The Plot Against the Medici, Thames and Hudson, 1979, ISBN 978-0-500-25064-8.
- L'ultima offerta. Romanzo, trad. di Marcella Bonsanti, Milano, Rizzoli, 1968.
- The Soul's Gymnasium, London, Hamish Hamilton, 1982.
- Three Extraordinary Ambassadors, London, Thames & Hudson, 1984.
- Florence: a Travellers' Companion, introduction, texts ed. Edward Chaney, London, Constable, 1986.
- Il Botticelli fantasma ed altri racconti fiorentini, trad. di Marcella Bonsanti, Bagno a Ripoli, Passigli Editori, 1985, ISBN 978-88-368-0058-2.
- La Marchesa Carrie. Racconti fiorentini, trad. L. Venturi, Collana Le Lettere n.47, Bagno a Ripoli, Passigli Editori, 1991, ISBN 978-88-368-0171-8.
- Fin de Race. Racconti fiorentini, Collana Le lettere n.63, Bagno a Ripoli, Passigli Editori, Firenze, 1992.